# Kolenhim
Kolenhim je tip opornega tkiva pri rastlinah, ki ga sestavljajo nekoliko podaljšane žive celice z okrepljenimi primarnimi celičnimi stenami. Je eden izmed dveh glavnih skupin opornih tkiv, pri čemer drugo predstavljajo sklerenhimi, kjer so celice mrtve in imajo še debelejše sekundarne celične stene. Izraz kolenhim izhaja iz grščine, iz besede kolla, ki pomeni lepilo.
Oporna tkiva so značilnost kopenskih rastlin, ki so za rast v višino in ohranjanje stabilnosti izven vode potrebovala trdnejša tkiva, posebej specializirana za vzdrževanje oblike rastline in upiranje mehanskih dejavnikom okolja. Pred samim prehodom rastlin na kopno, so se te posluževale posebnih turgescentnih celic, katerih delovanje je temeljilo na turgorskem tlaku velikih osrednjih vakuol znotraj celic. Mnoge vrste vodnih rastlin pa so bile brez kakršnih koli opornih struktur, saj je njihovo obliko zadovoljivo vzdrževal hidrostatski tlak vode.

## Značilnosti
Kolenhim sestavljajo žive celice (protoplast je aktiven in opravlja vse metabolne procese). Njihova celična stena vsebuje veliko pektina in celuloze. Celice v kolenhimu imajo ohranjeni tudi sposobnosti rasti in celične delitve, ki jo izvedejo, kadar je to potrebno (recimo ob objedanju, glivnih okužbah in poškodbah zaradi vetra, toče ali drugih okoljskih dejavnikih). Kolenhimatsko oporno tkivo največkrat najdemo znotraj rastlinskih tkiv, ki še rastejo, a vseeno potrebujejo oporo; denimo v listih, steblih in pecljih. Kolenhimi niso samo trdni, ampak tudi plastični, kar je ključno, ker tkiva v procesu rasti nenehno spreminjajo svojo obliko in s tem vplivajo tudi na ostale celice v bližini. Posebna značilnost celic znotraj tega tkiva je, da imajo celično steno neenakomerno odebeljeno, na podlagi česar definiramo dva tipa:
- robni ali vogalni kolenhim, pri katerem so odebeljene celične stene na mestih stika med sosednjimi celicami. Pojavlja se pri koprivah (Urtica), begonijah (Begonia), pesah (Beta), nebinovkah (Asteraceae) in konopljah (Cannabis).[3][1]
- ploskovni kolenhim, kjer so okrepljene celične stene, ki so vzporedne s površino rastlinskega stebla . Posledično se tvorijo posamične trdne ploskve. Ta tip imajo mlada stebla črnega bezga (Sambucus nigra).[3][1]

Neenakomerna odebelitev celične stene je bistvena lastnost za ohranjanje povezav med kolenhimatskimi in sosednjimi celicami, ki jih oskrbujejo s hranili preko pikenj, saj te skozi debele sekundarne celične stene ne morejo potekati. Hkrati takšna celična stena omogoča prehajanje svetlobe v notranjost tkiv in tako se v parenhimatskih celicah nemoteno izvaja fotosinteza. Po končani rasti nekega tkiva, se lahko celična stena tamkajšnjih kolenhimov lignificira (vanjo se naložijo plasti lignina), kar vodi do še večje mehanske trdnosti. Čeprav so kolenhimi primarna oporna tkiva zelnatih rastlin, pa so včasih le začasni in jih po določenem obdobju nadomestijo trdnejši sklerenhimi.